# São Salvador do Mundo
La municipalité de São Salvador do Mundo est une municipalité (concelho) du Cap-Vert, située au cœur de l'île de Santiago, dans les îles de Sotavento. Son siège se trouve à Picos.

## Population
Lors du recensement de 2010, la municipalité comptait 8 677 habitants.

## Histoire
Elle a été créée en 2005, lorsqu'une réforme administrative a détaché son territoire de la municipalité de Santa Catarina.